# Mouchnice
Mouchnice är en ort i Tjeckien.   Den ligger i regionen Södra Mähren, i den östra delen av landet, 230 km sydost om huvudstaden Prag. Mouchnice ligger 256 meter över havet och antalet invånare är 361.
Terrängen runt Mouchnice är kuperad söderut, men norrut är den platt. Mouchnice ligger nere i en dal. Runt Mouchnice är det ganska tätbefolkat, med 192 invånare per kvadratkilometer. Närmaste större samhälle är Kyjov, 11,3 km söder om Mouchnice. I omgivningarna runt Mouchnice växer i huvudsak blandskog.